# Uranotaenia yovani
Uranotaenia yovani är en tvåvingeart som beskrevs av Someren 1951. Uranotaenia yovani ingår i släktet Uranotaenia och familjen stickmyggor. Inga underarter finns listade i Catalogue of Life.